# Dzień Kolejarza

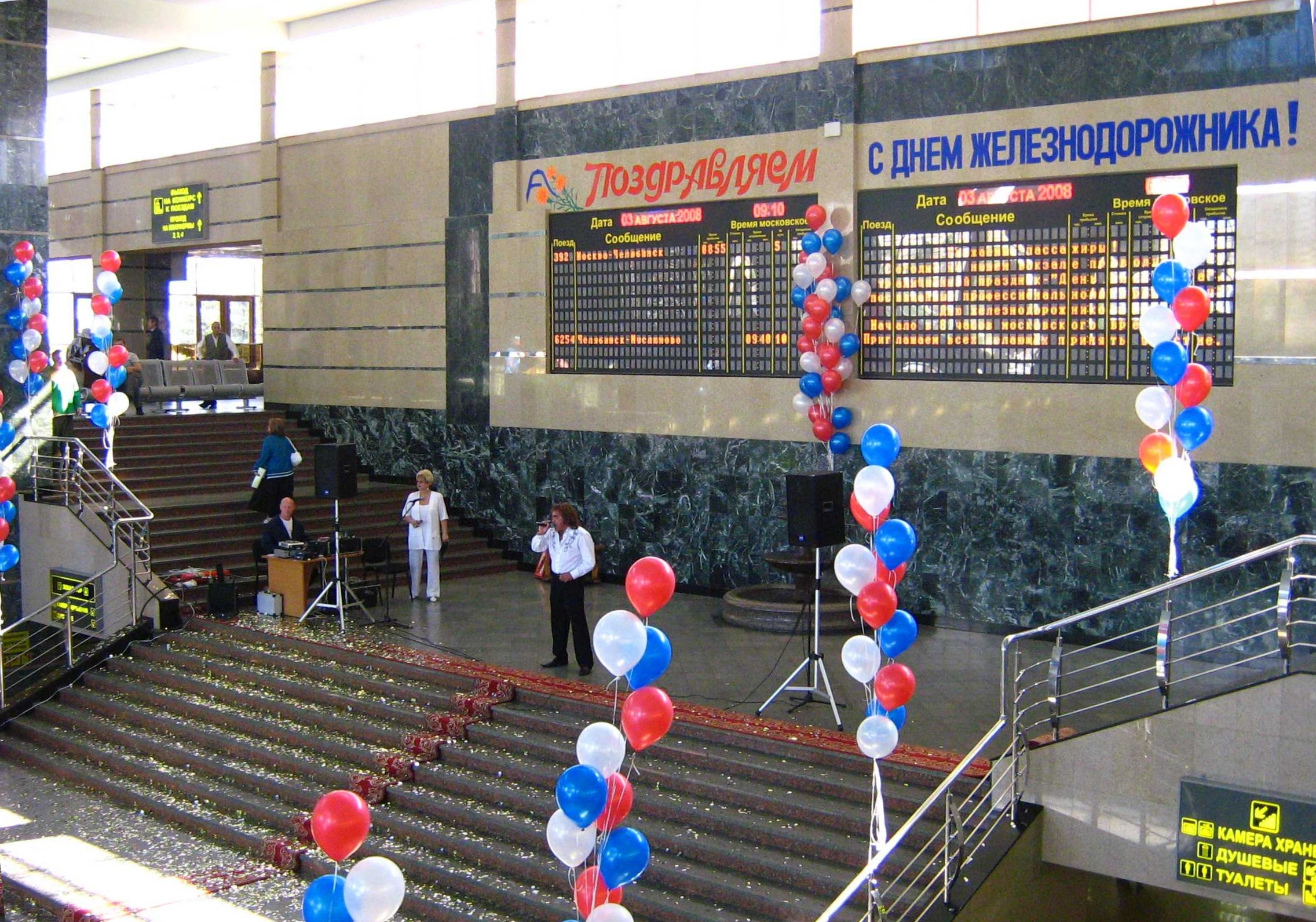
Święto Kolejarza na dworcu w Czelabińsku w Rosji (3 sierpnia 2008)

Dzień Kolejarza lub Święto Kolejarza – polskie święto obchodzone corocznie przez kolejarzy i pracowników kolei 25 listopada (od 1981 r.), w dniu wspomnienia św. Katarzyny Aleksandryjskiej, patronki kolejarzy.

## Święto w Polsce
W czasie II RP Dzień Kolejarza Polskiego obchodzono we wrześniu. Święto nie miało charakteru centralnego, choć w obchodach często uczestniczyli ministrowie komunikacji, a w Polskim Radiu odbywał się przekaz na żywo z uroczystości. Kościół Katolicki także był włączany w obchody, odbywały się nabożeństwa. Przykładowo, w 1935 roku Dzień Kolejarza Polskiego obchodzono 29 września. Obchody odbyły się m.in. w Poznaniu, gdzie przybył minister komunikacji Michał Butkiewicz. Natomiast w 1937 roku Dzień Kolejarza Polskiego obchodzono 26 września, w obchodach w Toruniu brał udział minister komunikacji Juliusz Ulrych.
Po II Wojnie Światowej Dzień Kolejarza Polski Ludowej ustanowiono tak jak przed wojną, także we wrześniu - na drugą niedzielę września. Po wojnie po raz pierwszy obchodzono je w 12 września 1954 roku. Święto wprowadzono uchwałą Rady Ministrów, obchodom nadano charakter centralny, a zostało wprowadzone na wniosek przedstawiciela tarnogórskich kolejarzy, maszynistę Pawła Kocota. W Dniu Kolejarza, do 1989 roku wręczano m.in. honorowy tytuł Zasłużony Kolejarz z odznaką.
W okresie przemian społeczno-gospodarczych zmniejszono rangę święta i zaniechano obchodów w dacie wrześniowej, choć formalnie obowiązywała ona ostatni raz w 2000 roku. Większości świąt zawodowych wyznaczanych na niedzielę przypisano stałą datę. Dzień Kolejarza wyznaczono na 13 września, choć powszechnie w tej dacie nie odbywają się uroczystości z uwagi na wyznaczenie przez „Solidarność” konkurencyjnej daty święta, bardziej nawiązującej do religii katolickiej.
Dnia 21 lipca 1981 roku NSZZ „Solidarność” Węzła PKP Lublin podjęła Uchwałę nr 1, „że począwszy od roku 1981 Dniem Kolejarza uznaje się 25 listopada, tj. dzień św. Katarzyny Aleksandryjskiej, patronki polskich kolejarzy”. Pierwsze główne uroczystości w dacie 25 listopada odbyły się w Lublinie, które zbiegły się z odsłonięciem i poświęceniem przez biskupa lubelskiego Bolesława Pylaka Krzyża-Pomnika Doli Kolejarskiej na terenie Lokomotywowni Lublin.
Obchody Dnia Kolejarza to tradycja sięgająca XIX wieku. W dniu tym prezentowana jest historia kolei, praca na zapleczu, organizowane są konkursy z nagrodami oraz prezentacje nowoczesnego i historycznego taboru. To również okazja do awansowania i odznaczenia pracowników za wzorowe i sumienne wykonywanie obowiązków wynikających z pracy zawodowej Krzyżem Zasługi czy odznaką honorową Zasłużony dla Kolejnictwa ustanowioną przez Radę Ministrów w 2000 roku.
Elementem obchodów są pielgrzymki na Jasną Górę i do różnych sanktuariów. Udział w nich biorą pracownicy z rodzinami, emeryci, renciści oraz sympatycy kolei.

## Obchody na terenach byłego ZSRR
W Federacji Rosyjskiej i wielu byłych republikach ZSRR obchodzony jest również Dzień kolejarza. Do czasu rozpadu ZSRR branżowe święto obchodzono w pierwszą niedzielę sierpnia. Obecnie terminy są zróżnicowane:
- Azerbejdżan – 13 października, jako „Dzień pracowników azerbejdżańskiej kolei” (ros. День работников азербайджанской железной дороги),
- Estonia – 21 sierpnia, jako „Dzień historii kolei” (est. Raudtee ajaloo päev) upamiętniający przyjazd pierwszego pociągu z Tallinna do Tartu w 1876 roku,
- Kazachstan – pierwsza niedziela sierpnia, jako „Dzień pracowników transportu i komunikacji” (gruz. Көлік және байланыс қызметкерлері күні), powołany ustawą Republiki Kazachstanu z 13 grudnia 2001 (№ 267-II),
- Kirgistan – pierwsza niedziela sierpnia, jako „Dzień kolejarza”, ustanowiony 3 sierpnia 1994 (№ 578),
- Litwa – 28 sierpnia, jako „Dzień kolejarza” (lit. Geležinkelininko diena) upamiętniający zakończenie w roku 1860 prac budowlanych na odcinku Dźwińsk – Wilno Warszawsko-Petersburskiej Drogi Żelaznej[15],
- Łotwa – 5 sierpnia, jako „Dzień kolei” (łot. Dzelzceļnieku diena), upamiętniający utworzenie Kolei Łotewskich w 1919 roku,
- Rosja – pierwsza niedziela sierpnia, jako „Dzień kolejarza” (ros. День железнодорожника), ustanowiony przez ministra komunikacji Imperium Rosyjskiego księcia Michaiła Iwanowicza Chiłkowa 9 czerwca 1896 roku (№ 68) na pamiątkę 100. rocznicy urodzin Mikołaja I, który rozpoczął budowę kolei,
- Ukraina – 4 listopada; w latach 1993–2002 pierwsza niedziela sierpnia ustanowiona 5 lipca 1993 przez prezydenta Ukrainy Łeonida Krawczuka (№ 257/93), zmieniona dekretem 11 grudnia 2002 (№ 1140/2002) przez Łeonida Kuczmę (na wniosek ministra transportu Heorhija Kirpy) na pamiątkę przyjazdu pierwszego pociągu na dworzec we Lwowie, z Wiednia przez Kraków i Przemyśl 4 listopada 1861 roku.

## Obchody w innych regionach świata
- Bośnia i Hercegowina – 15 kwietnia, jako „Dzień kolejarza” (bośn. Dan željezničara), w rocznicę strajku generalnego kolejarzy byłej Jugosławii w kwietniu 1920 roku[14],
- Bułgaria – pierwsza niedziela sierpnia, jako „Dzień kolejarza” (bułg. Ден на железничаря) upamiętniający uruchomienie pierwszej linii kolejowej w 1888 roku na początku sierpnia, na trasie Dimitrovgrad-Sofia-Biełowo[14],
- Chorwacja – 5 października, jako „Dzień chorwackich kolei” (chorw. Dan Hrvatskih željeznica) upamiętniający odejście chorwackich kolei z byłej Jugosławii i przystąpienie do międzynarodowego związku UIC w 1990 oraz 15 kwietnia, jako „Międzynarodowy Dzień Kolejarza” (chorw. Međunarodni dan željezničara) w rocznicę strajku generalnego kolejarzy w Jugosławii w kwietniu 1920 roku[14],
- Czechy – z reguły czwartą sobota września, jako „Dzień kolei” (cz. Den železnice) upamiętniający pierwszy odjazd pociągu George’a Stephensona ze Stockton-on-Tees do Darlington w Anglii w 1825 roku[14],
- Niemcy – brak oficjalnego święta branżowego, jednakże „Dzień niemieckich kolejarzy” (niem. Tag des deutschen Eisenbahners) obchodzony był w III Rzeszy w dowód uznania niezwykłych osiągnięć niemieckich kolejarzy podczas II wojny światowej na podstawie rozporządzenia o kolei z 7 grudnia 1943 ministra propagandy i oświecenia publicznego Józefa Goebbelsa; również była Niemiecka Republika Demokratyczna celebrowała ten dzień ustanowiony 10 czerwca 1951 roku, jako dni kolei: „Dzień pracowników kolei”, „Dzień niemieckiego kolejarza” lub „Dzień kolejarza”[14][16],
- Serbia – 12 maja, jako „Dzień kolejarza” (serb. Dan željezničara lub Дан жељезничара) ustanowiony w 2001 w dzień wspomnienia liturgicznego w Kościele prawosławnym św. Bazylego Ostrogskiego, jak i dzień wyprowadzenia wojsk jugosłowiańskich z kraju; można również spotkać datę 2 września?/15 września upamiętniającą pierwszy normalny ruch pasażerski zapoczątkowany w 1884 roku (pierwszą linię uruchomiono 23 sierpnia?/4 września 1884 na trasie Belgrad-Nisz)[14],
- Słowacja – 27 września, jako „Dzień kolejarza” (słow. Deň železničiarov) upamiętniający otwarcie w 1840 roku kolei konnej na trasie Bratysława-Svätý Jur jako pierwszej w Austro-Węgrzech[17],
- Słowenia – 2 czerwca, jako „Dzień kolejarza” (słoweń. Dan železničarjev) upamiętniający przyjazd pierwszego pociągu do Graz z Celje 2 czerwca 1846 roku[14],
- Węgry – druga niedziela lipca, jako „Dzień kolei” (węg. Vasutas nap) od 1961 roku ustanowiony za czasów Węgierskiej Republiki Ludowej[14].